# За единую Украину!
За еди́ную Украи́ну! (укр. За Єдину Україну!, «За ЕдУ») — избирательный блок пяти политических партий Украины, созданный для участия в выборах в Верховную Раду в 2002 году. Блок поддерживал президента Леонида Кучму. Впоследствии политический проект стал основой для роста Партии регионов.

## Создание
Весной 2001 года «„Трудовая Украина“ (ТУ)», Народно-демократическая партия (НДП), Партии регионов (ПР) и Аграрная партия Украины (АПУ) создали блок, который журналисты шутливо окрестили «ТУНДРА» (по заглавным буквам образовавших его партий). В конце 2001 года данный блок обрел официальное название — «За единую Украину!». Позже к ним присоединилась Партия промышленников и предпринимателей Украины (ПППУ).
29 марта 2002 года была подписана декларация о создании политической партии на базе блока, в которую вошли:
- Народно-демократическая партия,
- Партия промышленников и предпринимателей Украины,
- Партии регионов,
- Партия Трудовая Украина,
- Аграрная партия Украины,
- Христианская демократическая партия,
- Демократический союз,
- Демократическая партия Украины,
- Всеукраинская партия мира и единства,
- Партия национально-экономического развития,
- Еднисть,
- Селянская партия,
- Солидарность женщин Украины,
- Украинская морская партия[4].

## Предвыборная программа
Блок выступал за построение государства равных возможностей. Во внешней политике отношения со странами ЕС и с Россией назывались одинаково приоритетными, вместе с тем позиции блокообразующих партий по этому вопросу существенно различались.

## Предвыборный список
В первую десятку партийного списка вошли:
- Владимир Литвин — глава администрации Президента Украины.
- Анатолий Кинах — премьер-министр Украины («Партия промышленников и предпринимателей Украины»).
- Екатерина Ващук — народный депутат Украины («Аграрная Партия»).
- Владимир Бойко — генеральный директор «Мариупольского металлургического комбината имени Ильича».
- Виктор Скопенко — ректор Киевского университета имени Тараса Шевченко.
- Валерий Пустовойтенко — министр транспорта Украины («Народно-демократическая партия»).
- Сергей Тигипко — народный депутат Украины («Трудовая Украина»).
- Владимир Семиноженко — вице-премьер-министр Украины («Партия Регионов»).
- Михаил Гладий — глава Львовской областной государственной администрации («Аграрная Партия»).
- Георгий Кирпа — генеральный директор Госадминистрации железнодорожного транспорта Украины.

## Участие в выборах
На парламентские выборы блок выставил 207—217 человек в предвыборном списке, и 120 кандидатов по мажоритарным округам.
С результатом 11,77 процентов (3 051 056 голосов избирателей) блоку удалось провести в парламент 35 народных депутатов по своему списку, в мажоритарных округах победили 66 его представителей блока. Кроме того, о присоединение политсиле 18 самовыдвиженцев, победивших в одномандатных округах. Большинство голосов было получено на Восточной Украине. Тем самым Леониду Кучме удалось сформировать лояльное большинство в Верховной Раде IV созыва.
В июне 2002 года блок распался.